# Anchor Rock
Anchor Rock ist eine Felseninsel vor der Nordküste von Macquarie Island.

## Geographie
Die Küste vor Macquarie Island ist von vielen Felsen umgeben. Rund 320 Meter westlich der Küste beim North Head, des nördlichsten Punktes von Macquarie Island an der nordöstlichen Halbinsel North Head Peninsula, ragt der Anchor Rock rund 25 Meter hoch aus dem Meer, der größte der die Insel umgebenden Felsen. Der Felsen hat einen eiförmigen Grundriss mit einer Länge von rund 70 Metern, einer Breite von 45 Metern, und eine Fläche von rund 2400 Quadratmetern, wobei die Spitze nach Nordwesten zeigt.
Anchor Rock liegt am nördlichen Rand der Hasselborough Bay, an der auch die Macquarie-Station liegt. Wegen zahlreicher Riffe und Felsen in der Bucht wird als Ankerplatz für Schiffe eine Stelle rund 600 Meter westsüdwestlich von Anchor Rock mit einer Tiefe von 22 Metern angegeben. Dieser Umstand erklärt die Namensherkunft des Anchor Rock.
Mehr als 10 Kilometer weiter nördlich liegen die Judge- und Clerkinseln, die ebenfalls zu den vorgelagerten Inseln von Macquarie Island zählen.